# Reality (pel·lícula)
Reality és una pel·lícula de drama criminal estatunidenc del 2023 dirigida per Tina Satter, que va escriure el guió juntament amb James Paul Dallas. Es basa en la transcripció de l'interrogatori de l'FBI a l'alertadora Reality Winner, que Satter també a posar en escena a l'obra de teatre Is This a Room. És protagonitzada per Sydney Sweeney com a Winner, amb Josh Hamilton i Marchánt Davis en papers secundaris. S'ha doblat i subtitulat al català.
El film es va estrenar al 73è Festival Internacional de Cinema de Berlín el 18 de febrer de 2023 i va arribar als cinemes el 29 de maig de 2023 amb la distribució d'HBO Films. Ha rebut elogis de la crítica, en especial per la direcció de Satter i la interpretació de Sweeney. La pel·lícula va rebre el premi Peabody 2023.